# Prefix
Prefix är en förstavelse som sätts i början av ett ord för att ändra ordets betydelse, till exempel o-laglig, im-populär, pro-gressiv eller "pre"-fix. 
Prefix kallas även prepositioner eller artiklar som hör till ett släktnamn (av typen von, af, de och la). Det kan även beteckna räkneord som milli, kilo och giga.
- Lista över prefix i svenskan
- SI-prefix
- Prefixnotation